# Börgen-Bucht
Die Börgen-Bucht (französisch Baie Börgen) ist eine Bucht an der Südostküste der Anvers-Insel im Palmer-Archipel.
Entdeckt wurde sie bei der Belgica-Expedition (1897–1899) unter der Leitung des belgischen Polarforschers Adrien de Gerlache de Gomery. Dieser benannte die Bucht nach dem deutschen Astronomen und Geophysiker Karl Nikolai Jensen Börgen (1843–1909).